# Anselm Hüttenbrenner

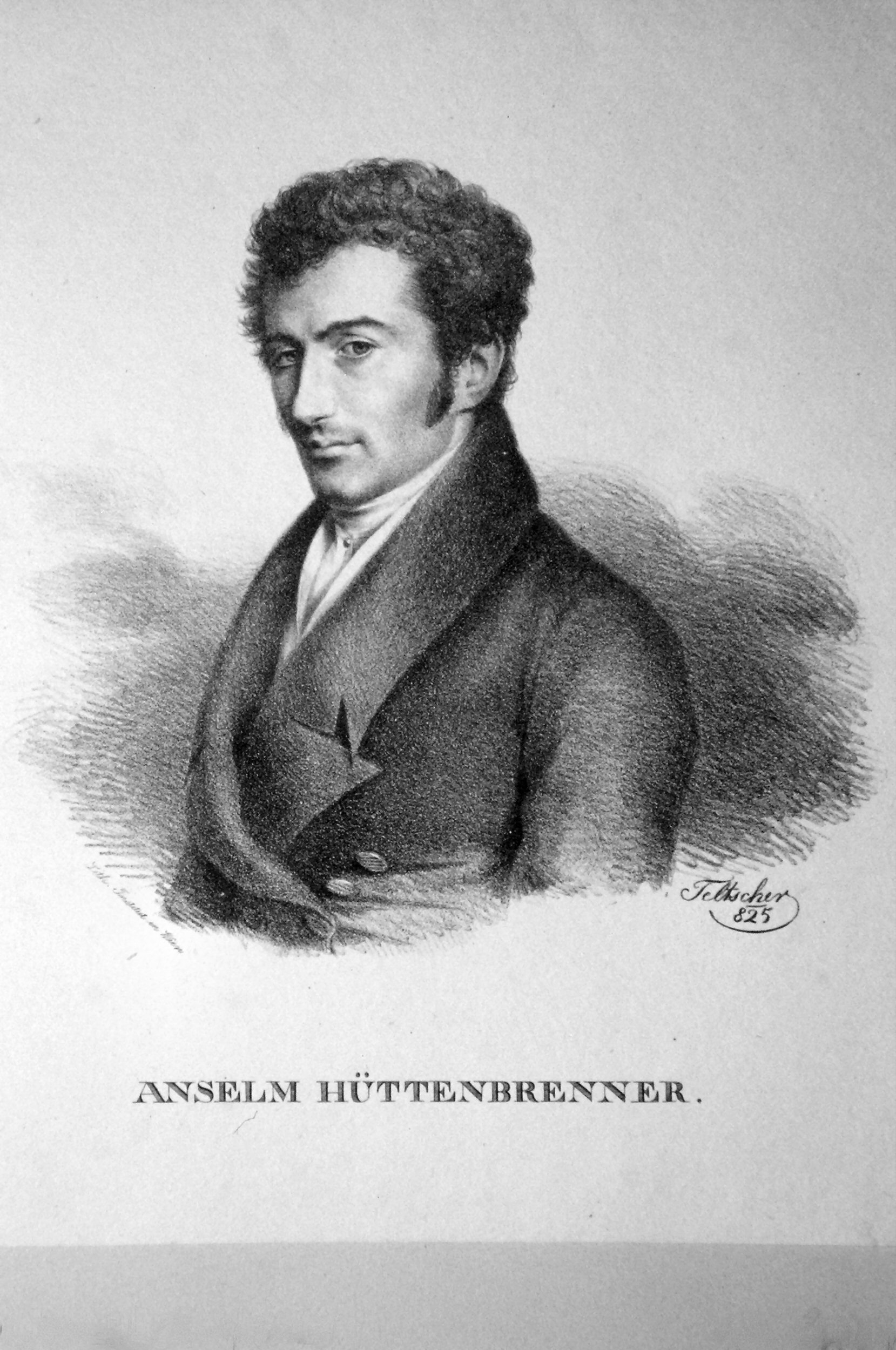
Anselm Hüttenbrenner, Lithographie von Josef Eduard Teltscher, 1825

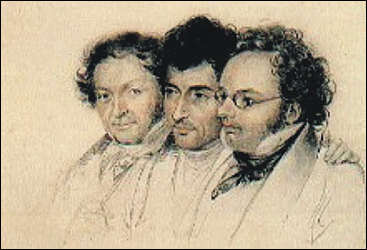
Johann Baptist Jenger, Hüttenbrenner und Schubert, Lithographie von Teltscher

Anselm Hüttenbrenner (* 13. Oktober 1794 in Graz; † 5. Juni 1868 in Oberandritz) war ein österreichischer Komponist und Musikkritiker.

## Leben
Hüttenbrenner erhielt schon während seiner Schulzeit in Graz eine musikalische Ausbildung an Klavier und Orgel. Bereits während seines in Graz und Wien erfolgreich absolvierten Jurastudiums wurde er 1815 Schüler von Antonio Salieri in Wien, bei dem er Gesang und Komposition studierte. Bei Salieri lernte er auch Franz Schubert kennen, mit dem ihn bald eine herzliche Freundschaft verband und mit dem er auch gelegentlich öffentlich auftrat.
Um 1815 machte er die Bekanntschaft von Ludwig van Beethoven, der ihn mit den ungewöhnlichen Worten empfing: „Ich bin nicht wert, daß Sie mich besuchen.“ Zufällig war er auch am 26. März 1827 zugegen, als Beethoven starb. Außer ihm stand zuletzt nur die Haushälterin Sali an Beethovens Sterbebett. Zum Andenken schnitt sich Hüttenbrenner eine Locke von Beethovens Haar, die sich heute zusammen mit seinem Stammbuch im Universalmuseum Joanneum in Graz befindet. Darüber hinaus besitzt auch das Johann-Joseph-Fux-Konservatorium Graz Haare Beethovens aus dem Besitz von Hüttenbrenner.
1821 kehrte er nach Graz zurück, wo er – inzwischen mit Elise von Pichler verheiratet – als Komponist und Musikkritiker tätig war. Hier gehörte er auch zu den Gästen des Salons von Marie Pachler-Koschak. Von 1824 bis 1839 war er Leiter des Steiermärkischen Musikvereins in Graz. Nach dem Tode seiner Frau übersiedelte Hüttenbrenner 1852 nach Radkersburg und lebte teilweise auch in der Untersteiermark, namentlich in Pettau (Ptuj), Marburg (Maribor) und Cilli (Celje) sowie in Ober-Andritz bei Graz. Die letzten fünfzehn Lebensjahre verbrachte er in stiller Zurückgezogenheit, mit mystisch-theologischen Betrachtungen beschäftigt, Früchte einer innigen Freundschaft mit dem Mystiker Jakob Lorber und dessen damals so gut wie unbekannter monumentalen Offenbarung.
Hüttenbrenner besaß die Originalpartitur von Schuberts Unvollendeter, die er bis 1865 unter Verschluss hielt, so dass sie erst danach aufgeführt werden konnte. Eine Version besagt, dass Schubert ihm diese Partitur als Dank für die von Hüttenbrenner vermittelte Ehrenmitgliedschaft Schuberts bei dem Steiermärkischen Musikverein übereignet haben soll. Die angebliche Widmungsurkunde Schuberts wurde aber schon vor Jahrzehnten als ungeschickte Fälschung entlarvt. Das Requiem in c-Moll wurde als Totenmesse aus Anlass des Todes von Salieri (1825), Beethoven (1827) und Schubert (1828) aufgeführt.
Von der Familie Hüttenbrenner zu erwähnen sind ferner auch Anselms Brüder Joseph Vinzenz (1796–1873), der zeitweilige Grazer Bürgermeister Andreas (1797–1869) sowie der literarisch ambitionierte Heinrich (1799–1830). Intensiven Kontakt zu Schubert hatten nur die beiden älteren Brüder, Anselm war neben Franz Lachner, Ignaz Aßmayer und Benedikt Randhartinger einer der wenigen seiner Komponisten-Duzfreunde. Joseph hingegen, der im Schubert-Kreis nie geduzt wurde, fungierte mit mehr oder weniger glücklicher Hand als eine Art Sekretär, fertigte Werkabschriften an und erledigte Botengänge. Seine Ambitionen, über Schubert auch journalistisch zu arbeiten, blieben in zeitgenössischen Periodika unberücksichtigt.
Franz Schubert widmete ihm seine 13 Variationen über ein Thema von Anselm Hüttenbrenner, dessen Thema aus Hüttenbrenners erstem Streichquartett op. 3 stammt.

## Namensgeber
Im Jahr 1895 wurde in Graz (Jakomini, 6. Bezirk) die Hüttenbrennergasse nach dem Komponisten benannt.
Ebenso 1907 in Wien-Landstraße (3. Bezirk). Diese Hüttenbrennergasse wurde 1911 bis zur Arsenalstraße verlängert und 2001 verkürzt.

## Werke (unvollständig)

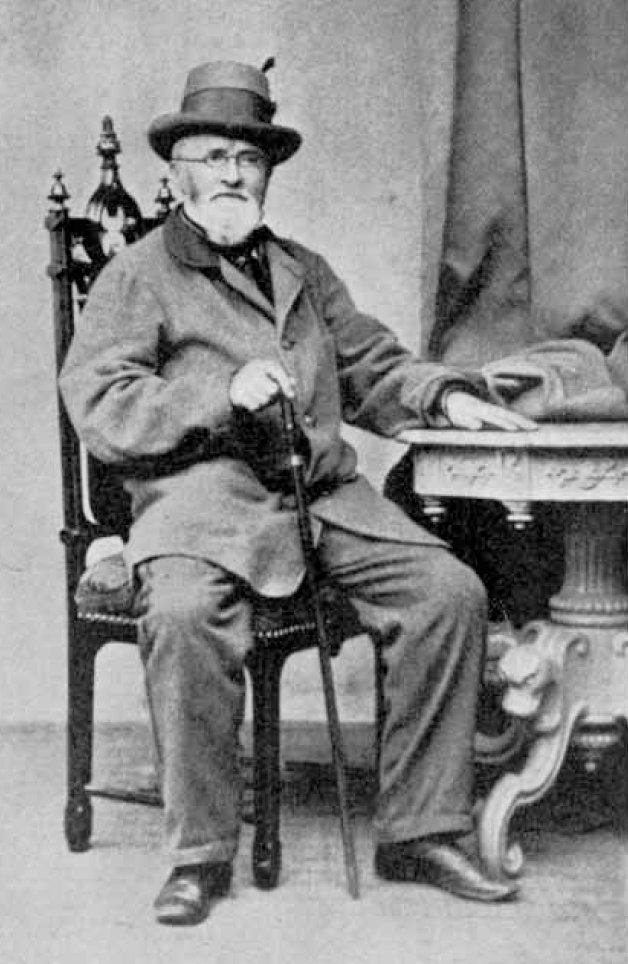
Anselm Hüttenbrenner

Von Hüttenbrenners Werken sind manche verloren, der Großteil blieb jedoch im Familienbesitz seiner Nachfahren und wird seit 2007 in der Universitätsbibliothek der Universität für Musik und darstellende Kunst Graz verwahrt, wo er vor Ort benützt werden kann; sämtliche Titel sind im Onlinekatalog der Universitätsbibliothek suchbar. Seine Werke gelten als sehr melodienreich, etwas opernhaft und in manchem dem musikalischen Idiom Webers nahestehend. Bis heute wartet Hüttenbrenners Werk auf eine genaue musikalische Aufarbeitung und Bewertung.
- 27 Geistliche Werke: darunter 6 Messen, 3 Requien
- 4 Opern: darunter „Lenore“ und „Oedip zu Colonos“ vollständig erhalten
- 258 Lieder
  - Hüttenbrenner, Anselm: Lieder für eine Singstimme mit Klavierbegleitung: Vol. 1, herausgegeben von Ulf Bästlein, Alice und Michael Aschauer, 2008, Accolade Musikverlag (www.accolade.de): ACC.1209a
  - Hüttenbrenner, Anselm: Lieder für eine Singstimme mit Klavierbegleitung: Vol. 2, herausgegeben von Ulf Bästlein, Alice und Michael Aschauer, 2008, Accolade Musikverlag (www.accolade.de): ACC.1209b
- 133 Männerquartette
- 159 Männerchöre
- 20 Orchesterwerke: darunter 2 Symphonien
- 13 kammermusikalische Werke: darunter 2 Streichquartette, 1 Streichquintett
- 60 Werke für Klavier zu 2 Händen
- 23 Werke für Klavier zu 4 Händen
- 8 Bearbeitungen fremder Werke

## Aufnahmen (unvollständig)
- Lieder von Anselm Hüttenbrenner, In: Gundula Janowitz – Salzburger Festspiele 1972, mit: Gundula Janowitz, Irwin Gage; Orfeo, 2002[5]
- Streichquintett c-moll, mit: Dieter Klöcker, Consortium Classicum; CPO, 2007[6]
- Chorwerke für Männerstimmen "Die Macht des Gesanges", mit: Camerata Musica Limburg, Jan Schumacher; Helbling, 2013[7]
- Geisterszenen für Klavier, mit: Julia Rinderle; Helbling, 2016[8]
- Lieder von Anselm Hüttenbrenner, In: Wie tut mir so wohl der selige Frieden! Lieder nach Texten von Karl Gottfried von Leitner, mit: Ulf Bästlein, Sascha El Mouissi; Gramola, 2016[9]
- Der Wanderer, Schlummerlied, In: Nachthimmel, mit: Franz Vitzthum, Katharina Olivia Brand; Christophorus, 2021[10]